# كي (أصفهان)
كي هي قرية في مقاطعة أصفهان، إيران. يقدر عدد سكانها بـ 18 نسمة بحسب إحصاء 2016.